# Басманов, Иван Фёдорович
Иван Фёдорович Басманов (ум. 1603) — московский дворянин при дворе русских царей Фёдора I Иоанновича и Бориса Федоровича Годунова, царский окольничий и воевода периода Смутного времени.

## Биография
И. Ф. Басманов — младший из двух сыновей опричника Федора Алексеевича Басманова, фаворита царя Ивана Грозного, впавшего в немилость царя и по его приказу казнённого, когда Иван был ещё младенцем. Мать Ивана, дворянка Басманова (урождённая Варвара Васильевна Сицкая, племянница покойной царицы Анастасии Романовой), вторично вышла замуж за боярина, князя В. Ю. Голицына или за одного из князей Иванов Константиновичей Курлятевых, вероятно, за старшего. В любом случае, отчим воспитал обоих сыновей Басманова в своей семье, как родных детей.
Впервые упомянут в свите царя Фёдора I — служил рындой «у третьева саадака» при походе на Нарву (1590) и тогда же местничал с рындой «у другого копья» с князем А. А. Телятевским-Хрипуном. Во время Серпуховского похода царя Бориса Годунова против хана Казы-Гирея Боры (1598) служил в должности есаула в государевом полку. Назначен 1-м воеводой в Рязань (1601) «И Иван Басманов на той службе не был…», тогда же с ним местничал воевода из Пронска М. Шеин. В 1602 году отправлен 1-м воеводой в Новосиль в связи с угрозой нападения Казы-Гирея. В 1603 году удостоен чина царского окольничего и упомянут среди окольничих «для огней и для сбережения… в новом в деревянном городе от Москвы реки до Чертольские улицы и на Арбатской и на Никитской улице и меж тех улиц да Тверской улицы». В том же 1603 году, в сентябре был направлен Борисом Годуновым на подавление восстания, поднятого беглым холопом Хлопком Косолапом, который, прознав о выдвижении против него войска, устроил засаду, в которой отряд Басманова понёс большие потери, а сам воевода был убит. Несмотря на потери, шайка Косолапа, насчитывавшая до 500 человек, была разбита, а сам Хлопок пленён и казнён.
Оставил единственную дочь Фетинью (ум. 1642), вышедшую за князя Василия Яншеевича Сулешова (брата Ю. Я. Сулешова).
Погребён в Троице-Сергиевом монастыре.